# Pachytomellina
Pachytomellina es un género de insecto coleóptero de la familia Chrysomelidae.

## Especies
Las especies de este género son:
- Pachytomellina bimaculata Laboissiere, 1924
- Pachytomellina cincta Laboissiere, 1940
- Pachytomellina elisabethae (Laboissiere, 1922)
- Pachytomellina ruficeps (Weise, 1906)